# سند شراحیلی
سند شراحیلی (عربی: سند شراحيلي؛ زادهٔ ۳۱ مارس ۱۹۸۶) یک ورزشکار اهل عربستان سعودی است.
از باشگاه‌هایی که در آن بازی کرده‌است می‌توان به باشگاه فوتبال الاتفاق عربستان سعودی، باشگاه فوتبال الشباب عربستان سعودی، باشگاه فوتبال التعاون عربستان سعودی، باشگاه فوتبال الرائد عربستان سعودی، و باشگاه فوتبال الشباب عربستان سعودی اشاره کرد.